# São Vicente (Lisbonne)
Pour les articles homonymes, voir São Vicente.
São Vicente est une freguesia de la municipalité de Lisbonne, la capitale du Portugal. Sa superficie est de 1,99 km2 et sa population, au recensement de 2021, de 13 956 habitants, pour une densité de population de 7 013,1 hab/km2.

## Histoire
La freguesia de São Vicente est créée en 2012, dans le cadre de la réorganisation administrative de Lisbonne, mise en application après les élections locales de 2013. Elle est issue de la fusion des anciennes paroisses de Graça, São Vicente de Fora et Santa Engrácia.

Les freguesias avant la création de la freguesia de São Vicente en 2013.

## Démographie
La population enregistrée lors des recensements était de :
| Distribution de la population par groupes d'âge | Distribution de la population par groupes d'âge | Distribution de la population par groupes d'âge | Distribution de la population par groupes d'âge | Distribution de la population par groupes d'âge |
| ----------------------------------------------- | ----------------------------------------------- | ----------------------------------------------- | ----------------------------------------------- | ----------------------------------------------- |
| Année                                           | 0-14 ans                                        | 15-24 ans                                       | 25-64 ans                                       | + de 65 ans                                     |
| 2001                                            | 1525                                            | 1861                                            | 8820                                            | 4881                                            |
| 2011                                            | 1560                                            | 1158                                            | 7774                                            | 4083                                            |
| 2021                                            | 1433                                            | 1162                                            | 8051                                            | 3310                                            |

En 2012, au moment du regroupement des freguesias, la population lors du recensement de 2011 était de :
| Freguesia actuelle | Freguesia actuelle | Freguesia actuelle | Freguesias disparues | Freguesias disparues | Freguesias disparues |
| Freguesia          | Population (2011)  | Superficie (km²)   | Freguesia            | Population (2011)    | Superficie (km²)     |
| ------------------ | ------------------ | ------------------ | -------------------- | -------------------- | -------------------- |
| São Vicente        | 15 339             | 1,99               | Graça                | 5787                 | 0,35                 |
| São Vicente        | 15 339             | 1,99               | Santa Engrácia       | 5249                 | 0,55                 |
| São Vicente        | 15 339             | 1,99               | São Vicente de Fora  | 3539                 | 0,32                 |

## Siège et centres du conseil
- Siège (Graça) - Rua Josefa de Óbidos, 5
- Centre Clinique (Santa Engrácia) - Calçada dos Barbadinhos, 36
- Centre Culturel (São Vicente de Fora) - Campo de Santa Clara, 60